# Любар
Лю́бар (укр. Любар) — посёлок в Житомирском районе Житомирской области Украины, административный центр Любарской поселковой общины.

## Географическое положение
Любар находится в юго-западной части Житомирской области, на реке Случь.

## История

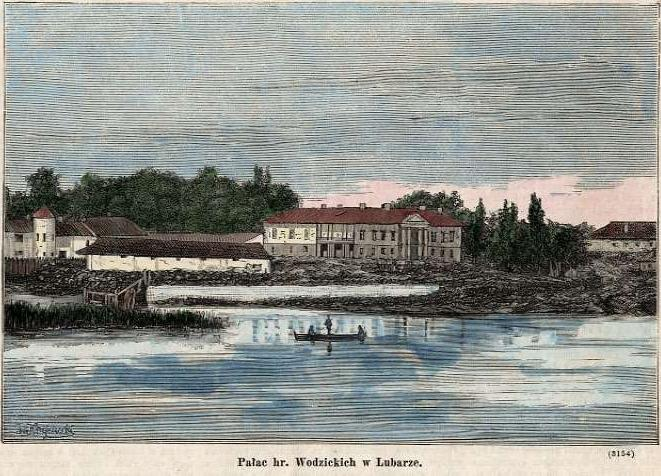
Дворец Водзицких, 1870

Во времена Киевской Руси на месте Любара существовал город Болохов, давший название всей Болоховской земле. Во второй половине XIII века, после монголо-татарского нашествия, город прекратил существование.
Любар известен с 1440 года, в середине XIV века литовский князь Любарт построил здесь замок.
После Люблинской унии 1569 года вошёл в состав Речи Посполитой. 16 сентября — 26 сентября 1660 года около селения состоялось сражение русско-польской войны 1654—1667.
До 1793 года был известен под названием Любартов, а после вхождения в состав Российской империи в 1793 году — как Любар. 
В 1825 году в Любаре (где в это время был расквартирован Ахтырский гусарский полк) встречались члены Южного общества декабристов.
К началу XX века Любар являлся местечком Новоград-Волынского уезда Волынской губернии, численность населения которого составляла 11,4 тыс. человек. Здесь действовали кирпичный завод, винокуренный завод, красильня, школа, а также 5 православных церквей, монастырь, католический костёл, еврейская синагога и 6 молитвенных домов.
9 января 1918 года здесь была установлена Советская власть, но вскоре Любар оккупировали немецкие войска (которые оставались здесь до ноября 1918 года). В дальнейшем, в ходе гражданской войны власть здесь несколько раз менялась.
В 1924 году Любар получил статус посёлка городского типа, в августе 1931 года здесь началось издание районной газеты.
После начала Великой Отечественной войны 6 июля 1941 года Любар был оккупирован наступавшими немецкими войсками. В условиях оккупации здесь действовал подпольный райком коммунистической партии.
В конце 1943 года при подготовке Житомирско-Бердической наступательной операции 1-го Украинского фронта перед командованием фронта была поставлена задача разгромить противника в районе посёлка Брусилов и выйти на рубеж Любар — Винница — Липовая. Наступать из района города Малин и выйти на реку Случь на участке Рогачов — Любар должны были войска 60-й армии. 24—25 декабря 1943 года советские войска перешли в наступление, 8 января 1944 подразделения РККА вышли к окраинам населённого пункта и 10 января 1944 освободили Любар.
В январе 1959 года численность населения составляла 1309 человек.
В 1974 году здесь действовали кирпичный завод, хлебозавод, комбикормовый завод, сыродельный завод, инкубаторная станция, районная электростанция и краеведческий музей.
В 1981 году здесь действовали хлебозавод, комбикормовый завод, участок Галиевского маслозавода, райсельхозтехника, комбинат бытового обслуживания, сельское ПТУ, три общеобразовательные школы, музыкальная школа, больница, Дом культуры, две библиотеки, кинотеатр и два клуба.
В январе 1989 года численность населения составляла 2656 человек.
В июле 1995 года Кабинет министров Украины утвердил решение о приватизации находившихся в посёлке молокозавода и райсельхозхимии.
На 1 января 2013 года численность населения составляла 2179 человек.

## Транспорт
Находится в 24 км от ближайшей железнодорожной станции Печановка на линии Шепетовка — Казатин Юго-Западной железной дороги.

## Памятники и достопримечательности
- доминиканский костёл и католический монастырь XVII века[3].
- мемориальный комплекс погибшим в Великой Отечественной войне[3].

## Местная власть
Житомирская обл., Житомирский район, пгт Любар, ул. Независимости, 36.

## Галерея

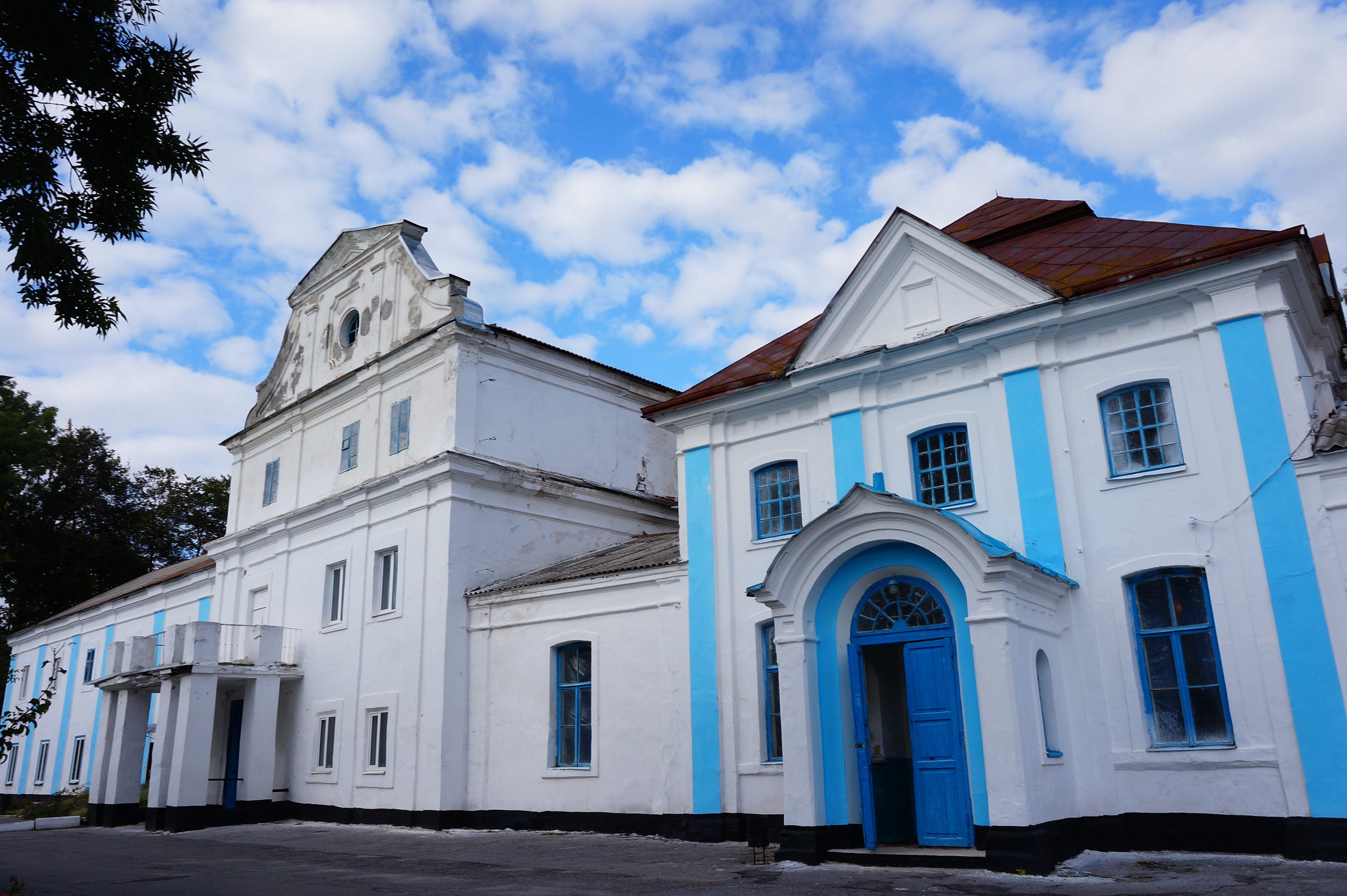
Здание школы Василианского монастыря (теперь — технический лицей, который в ближайшее время закроют)
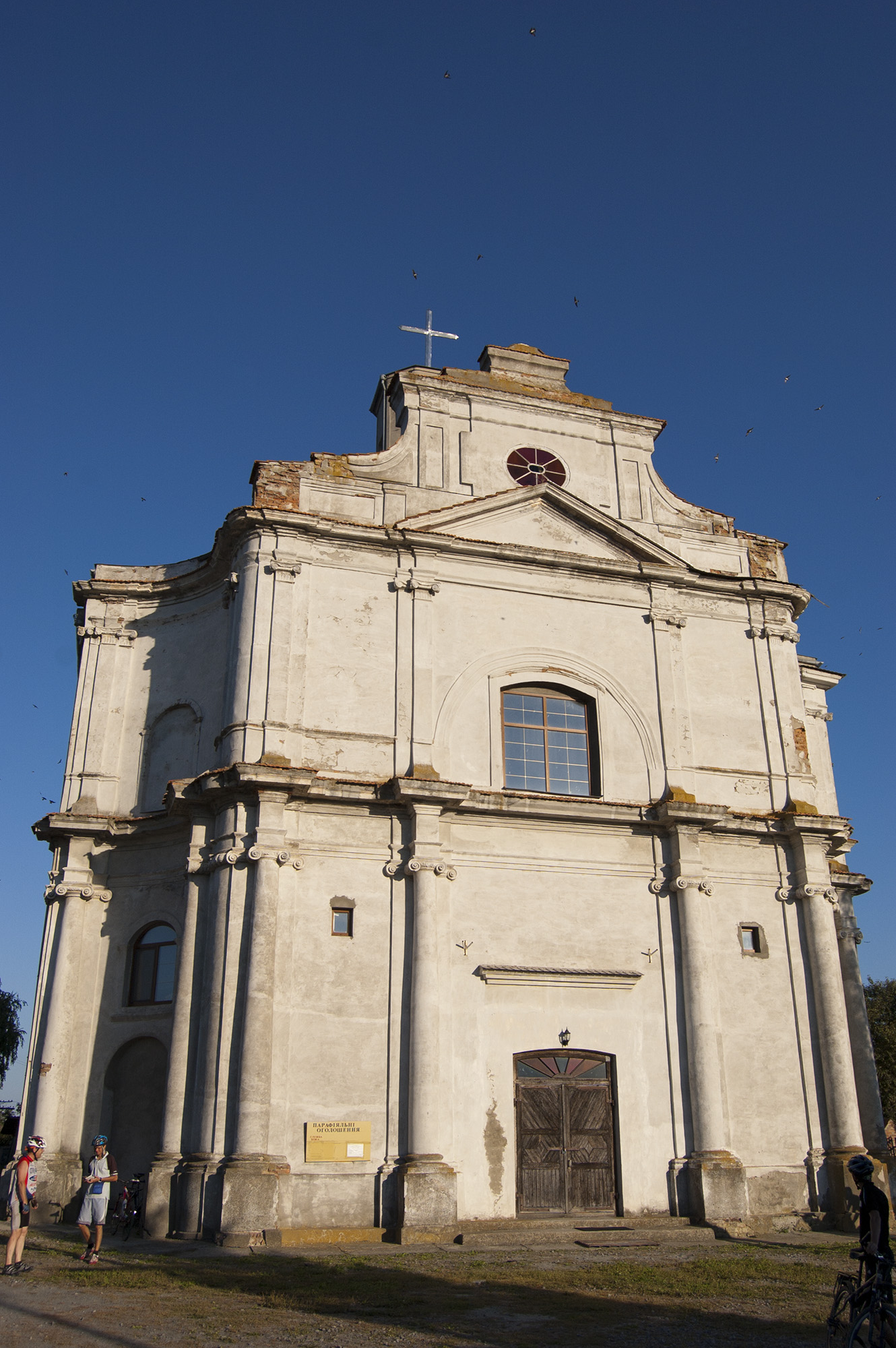
Костёл Святых Михаила и Доминика
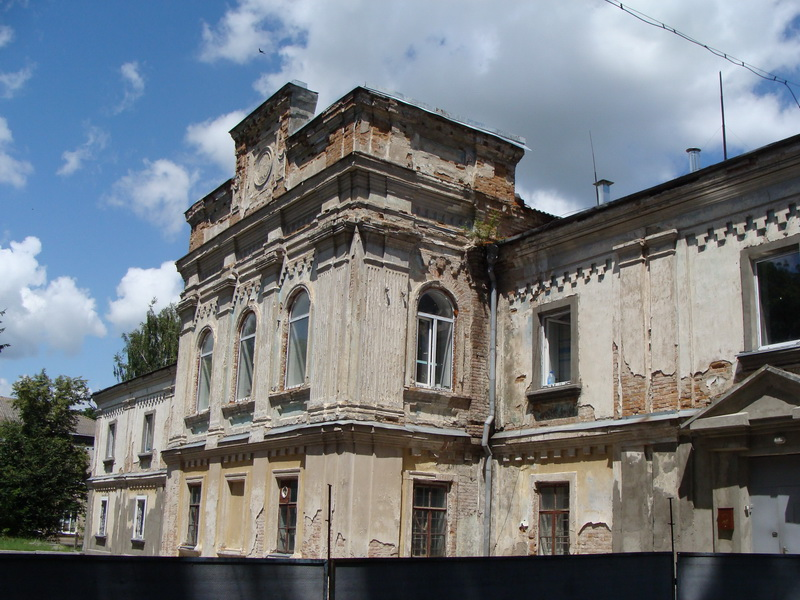
Дворец графини Понинской XIX в.